# Muro di Padova

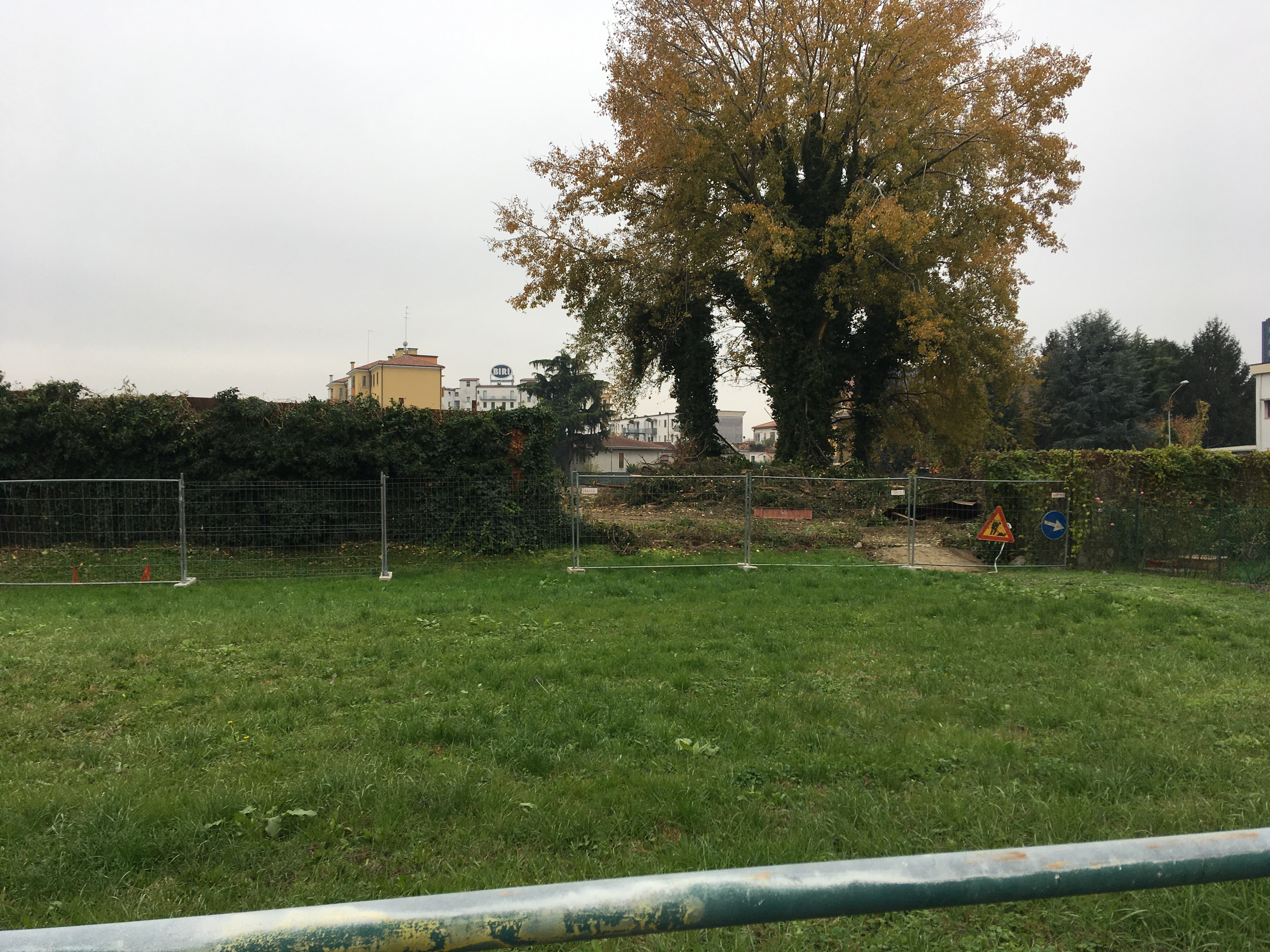
Fase di demolizione del muro

Il muro di Padova o muro di via Anelli è la denominazione con cui i media fanno riferimento alla barriera eretta in una zona di Padova verso la fine del 2006 per ragioni di ordine pubblico.

## Caratteristiche
Il termine usato dai media in realtà è impreciso non trattandosi di un muro in mattoni e cemento, ma di una recinzione lunga circa 80 metri ed alta 3 metri.
La barriera, innalzata a partire dal 9 agosto 2006, ha sostituito la recinzione che separava la parte posteriore del Complesso Serenissima (situato in via Anelli, nella prima periferia di Padova) dai giardini e cortili privati di pertinenza delle abitazioni situate in via De Besi, strada chiusa vicina al complesso, non direttamente comunicante con via Anelli. La recinzione originaria era stata quasi interamente abbattuta, ed i varchi erano utilizzati da diversi spacciatori e da eventuali avventori come passaggio per eludere la sorveglianza delle forze dell'ordine spesso presenti in via Anelli.
La recinzione è stata realizzata usando pannelli di lamiera agganciati a montanti in ferro, mentre via De Besi è stata chiusa al traffico non residenziale e al suo ingresso sono stati creati due posti di blocco per identificare eventuali trasgressori.

## Evoluzione urbanistica di Via Anelli
I palazzi-alveari della zona recintata furono pensati negli anni settanta come condomini di appartamenti di piccola metratura da destinare agli studenti universitari. Il progetto originario prevedeva la realizzazione di appartamenti con finiture di buon livello. Fino alla fine degli anni ottanta e anche nei primi novanta gli appartamenti furono abitati prevalentemente da studenti fuori sede.
Per la sua posizione relativamente periferica e per la grande economicità di questa soluzione abitativa, via Anelli cominciò ad ospitare una quantità sempre crescente di stranieri ed alla fine degli anni novanta quasi tutti gli italiani avevano abbandonato le proprietà. Con il tempo, per le difficoltà di controllo degli stabili da parte delle forze dell'ordine, nella zona presero forma diverse attività legate al commercio di droga e alla prostituzione che generarono attriti tra i diversi gruppi per la gestione delle stesse.
Gli interventi delle forze dell'ordine non riuscirono a cambiare la situazione e nel corso degli anni non sono stati tentati interventi di "recupero sociale" come invece è successo in altre zone (ad esempio il quartiere "Borgo nuovo" di Verona). Per un lungo periodo l'opinione pubblica ha avuto l'impressione che le autorità tollerassero il fenomeno purché rimanesse confinato in via Anelli.
Gli amministratori locali ed i politici hanno sempre attribuito ai proprietari degli stabili la colpa del degrado, affermando che buona parte di questi avrebbero affittato gli appartamenti in nero o tramite prestanome. Finora nessun proprietario è stato mai condannato per un qualche reato attinente a via Anelli.
I 5 edifici dell'area recintata sono stati in seguito interamente sgomberati e l'assessorato alla casa e all'immigrazione ha fatto conseguentemente murare alcuni appartamenti per evitarne la rioccupazione. Nell'estate del 2019 viene completato l'iter del passaggio della proprietà al comune e iniziano i lavori di bonifica dell'area dove sorgerà la nuova questura di Padova. Il 9 dicembre 2019 inizia l'abbattimento della prima palazzina (E), si prevede completamento dei lavori per il 2021.
Il 28 novembre 2020 sono iniziati i lavori di smantellamento del muro.

## Critiche
La costruzione della recinzione ha avuto una vasta eco mediatica anche a livello internazionale: qualche giornalista l'ha paragonata al Muro di Berlino affermando che il caseggiato si riducesse ad un ghetto e che tale provvedimento fosse un gesto di intolleranza e discriminazione.
L'amministrazione comunale e i sostenitori della costruzione della recinzione hanno invece insistito sul fatto che la recinzione fosse stata costruita per ragioni di pubblica sicurezza, e che garantisse la mobilità degli abitanti dei condomini.